# Tacitusbrücke
Die Tacitusbrücke (niederländisch Tacitusbrug) ist eine lange Autobahnbrücke, die bei Ewijk in der niederländischen Gemeinde Beuningen die Waal, den südlichen Arm des Rheins im Rhein-Maas-Delta, auf 1055 Meter Länge überspannt.

## Ausführung
Das Bauwerk, das aus vier Schrägseilbrücken besteht, befindet sich bei Kilometer 35,82 der niederländischen Wasserstraße 101 (Rhein–Waal–Boven-Merwede–Beneden-Merwede–Noord) (Rhein-Kilometer 893,70). Auf der Brücke verläuft der Rijksweg A50, eine der wichtigsten Nord-Süd-Verbindungen in den Niederlanden. Die beiden Brückenbauten haben mit 270 Metern nach der Van Brienenoordbrücke und der Erasmusbrücke die längsten Brückenspannweiten in den Niederlanden. Die Stützweiten betragen von Süden nach Norden 75 m + 3 × 90 m + 105 m + 270 m + 105 m + 2 × 85 m + 60 m.
Die östliche Brücke entstand 1971 bis 1976 und wurde zunächst Waalbrücke bei Ewijk und Herman-de-Man-Brücke (niederl.: Waalbrug bij Ewijk, Herman de Man Brug) genannt. 

## Erweiterung
Im Jahr 2007 wurde festgestellt, dass das Bauwerk aufgrund von Materialermüdung dem zunehmenden Verkehr nicht mehr gewachsen ist. Westlich der bestehenden Brücke wurde ab 2011 eine weitere Brücke errichtet, die am 28. März 2013 fertiggestellt und am 21. Mai des gleichen Jahres für den Verkehr freigegeben wurde. Die ältere Brücke wurde seitdem aufwendigen Sanierungsarbeiten unterzogen. Nach weiteren Verzögerungen, betreffend die Stahlseile, wurde auch der ältere Brückenteil für den Verkehr freigegeben. Der Bau der neuen Brücke, die Verbreiterung von 4 Kilometern der A50 auf zweimal vier Fahrspuren plus Standstreifen und der Umbau von zwei Anschlussstellen kosteten zusammen 268 Millionen Euro.

## Name
Obwohl die Brücke bereits offiziell nach dem niederländischen Schriftsteller Herman de Man (1889–1946) benannt war, wurde Ende 2012 ein Wettbewerb ausgeschrieben, um dem Bau einen neuen Namen zu geben. Am 28. März 2013 wurde der Gewinner bekannt gegeben, der den Namen Tacitus vorschlug. Tacitus (ca. 58–ca. 120) war römischer Historiker und Senator, der in seiner Historiae (Buch 5) das älteste schriftliche Zeugnis über diese Region niederschrieb. Am 16. April 2013 hat der Gemeindevorstand von Overbetuwe den Namen des Brückenabschnitts in der Stadt Andelst angenommen und am 30. Januar 2018 hat der Gemeindevorstand von Beuningen den Namen des Abschnitts in der Stadt Ewijk angenommen.

## Sonstiges
Das Gewicht der alten Brücke beträgt 50.000 Tonnen.
An einem durchschnittlichen Werktag werden auf der A50 zwischen Overbetuwe, Maas und Waal 110.000 Fahrzeuge gezählt.(Stand 2017)

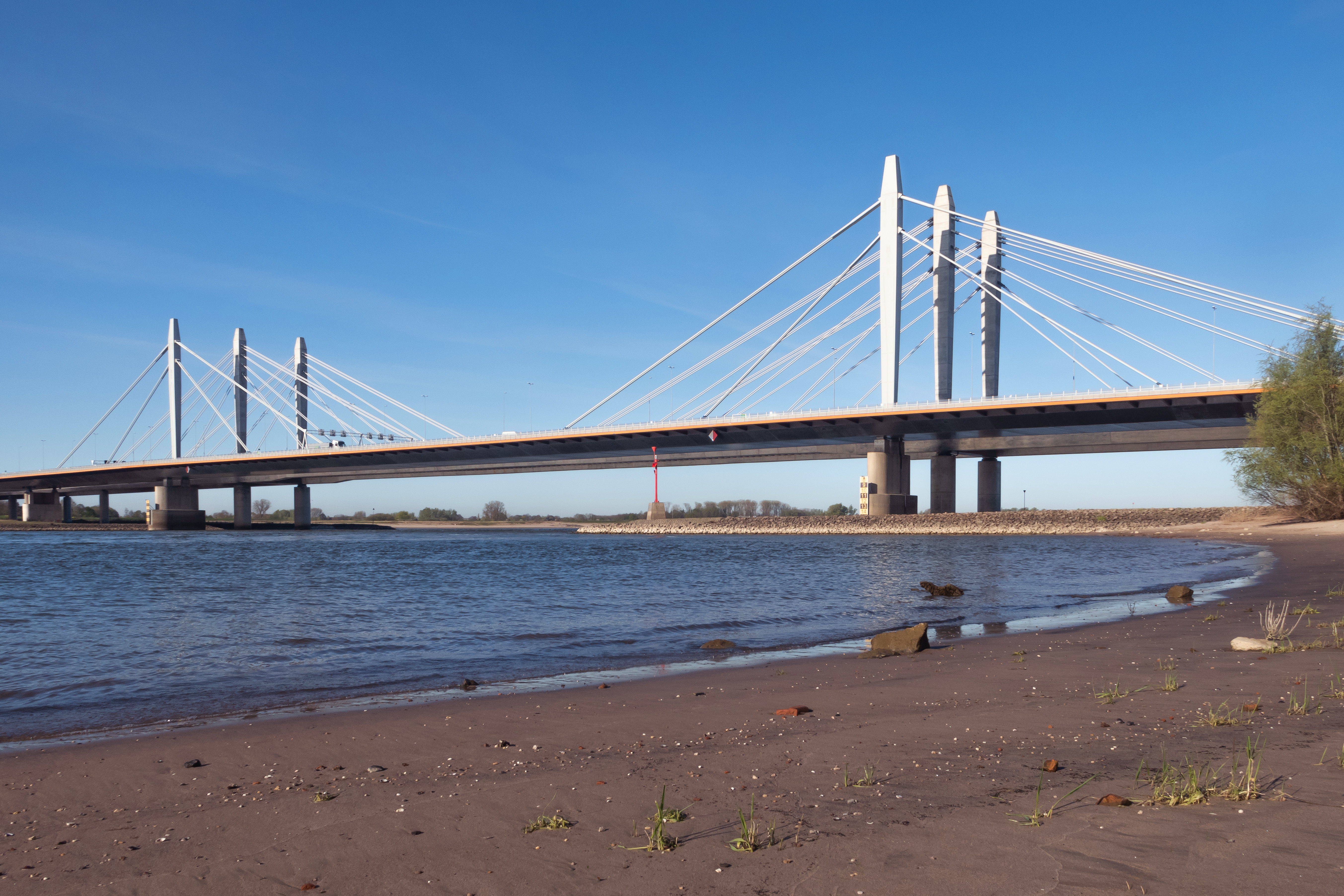
Brücke: die Tacitusbrug 2020
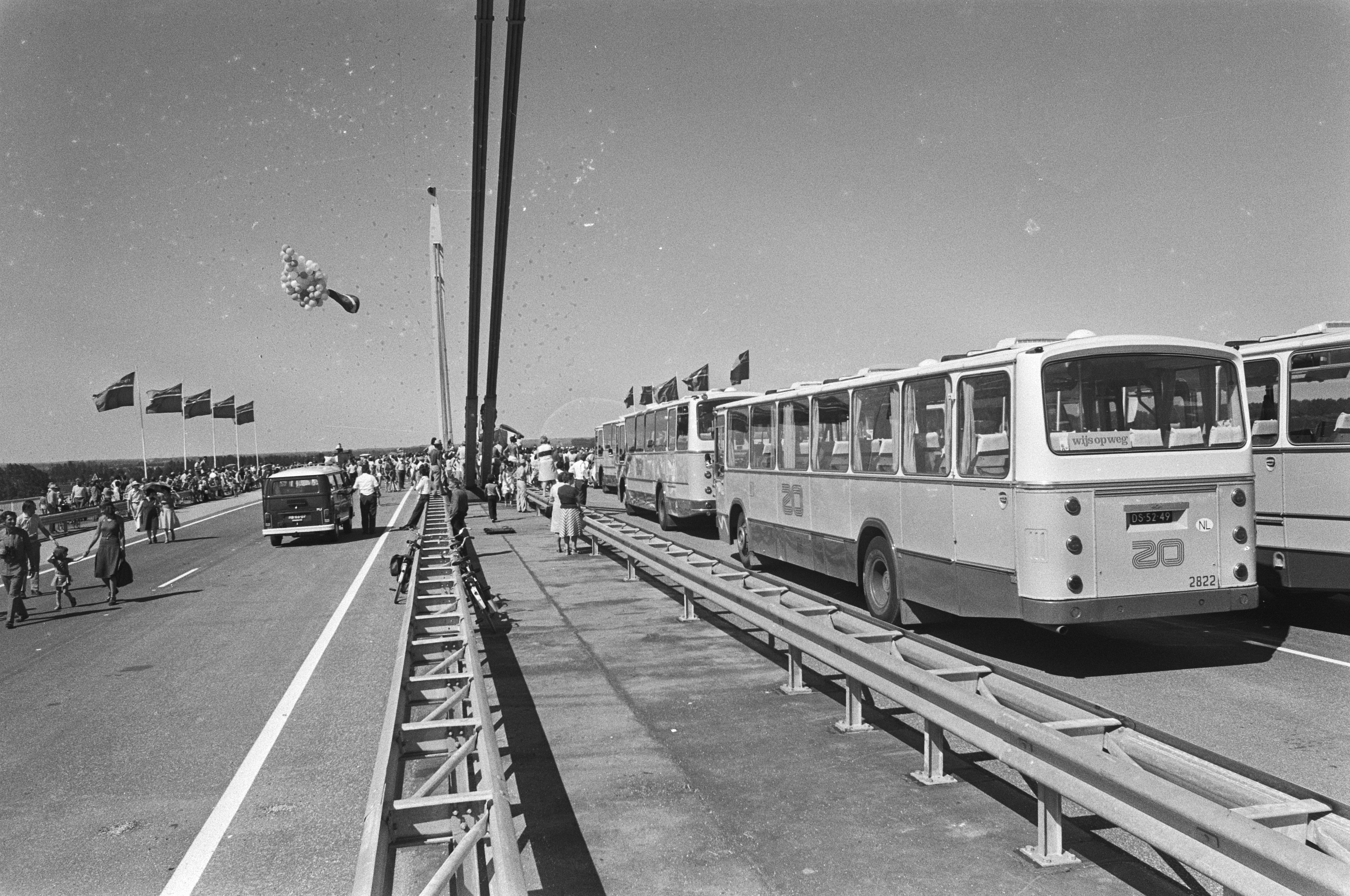
Eröffnung der Tacitusbrücke 1976
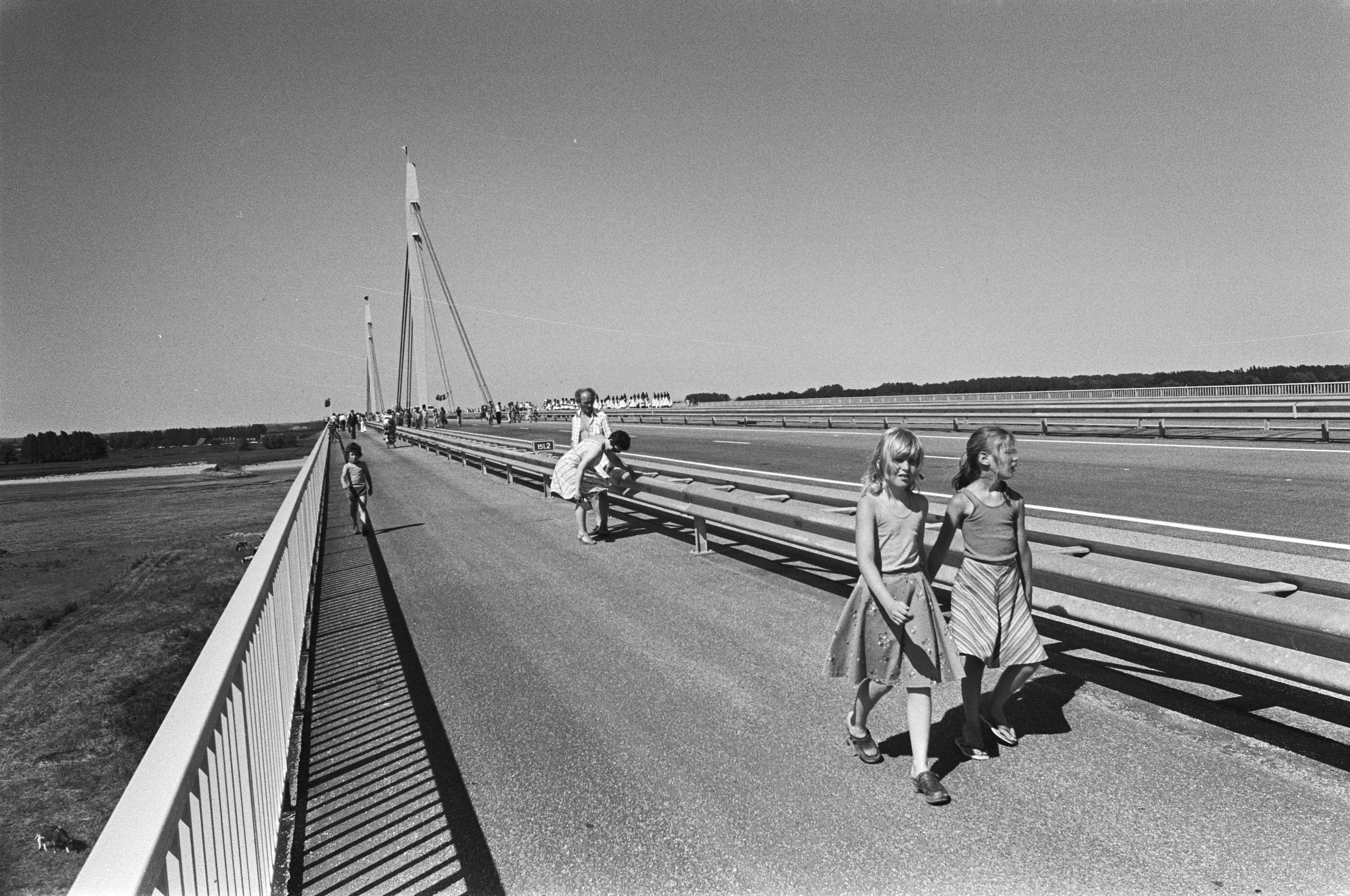
Der ältere Teil der Waalbrücke bei Ewijk kurz nach der Freigabe, 1976,
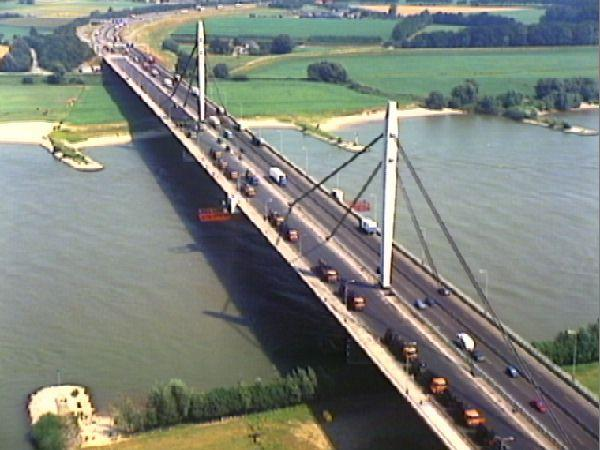
Der ältere Teil der Waalbrücke bei Ewijk, 1997
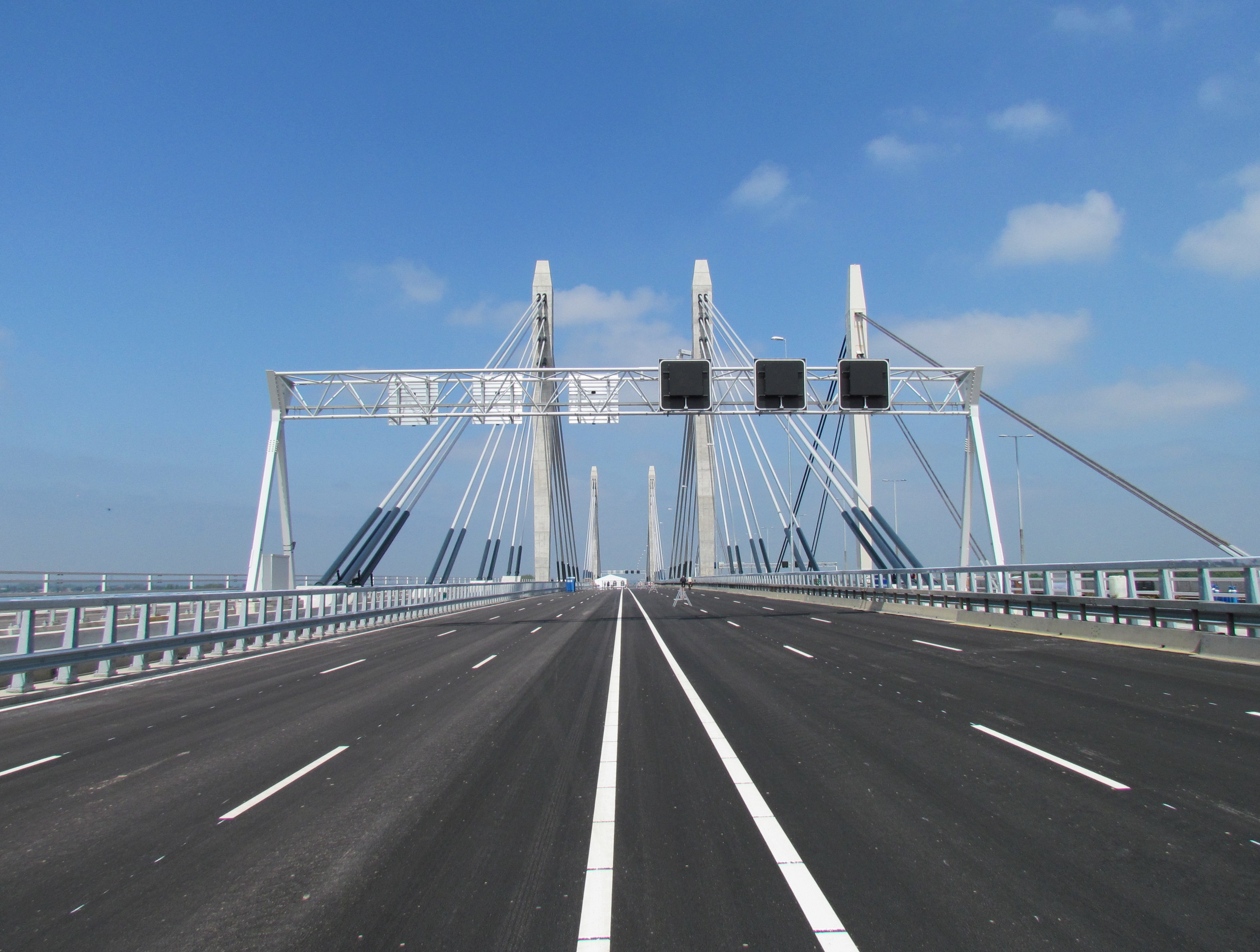
Der neue Teil der Brücke, zwei Tage vor der Freigabe für den Verkehr, 2013
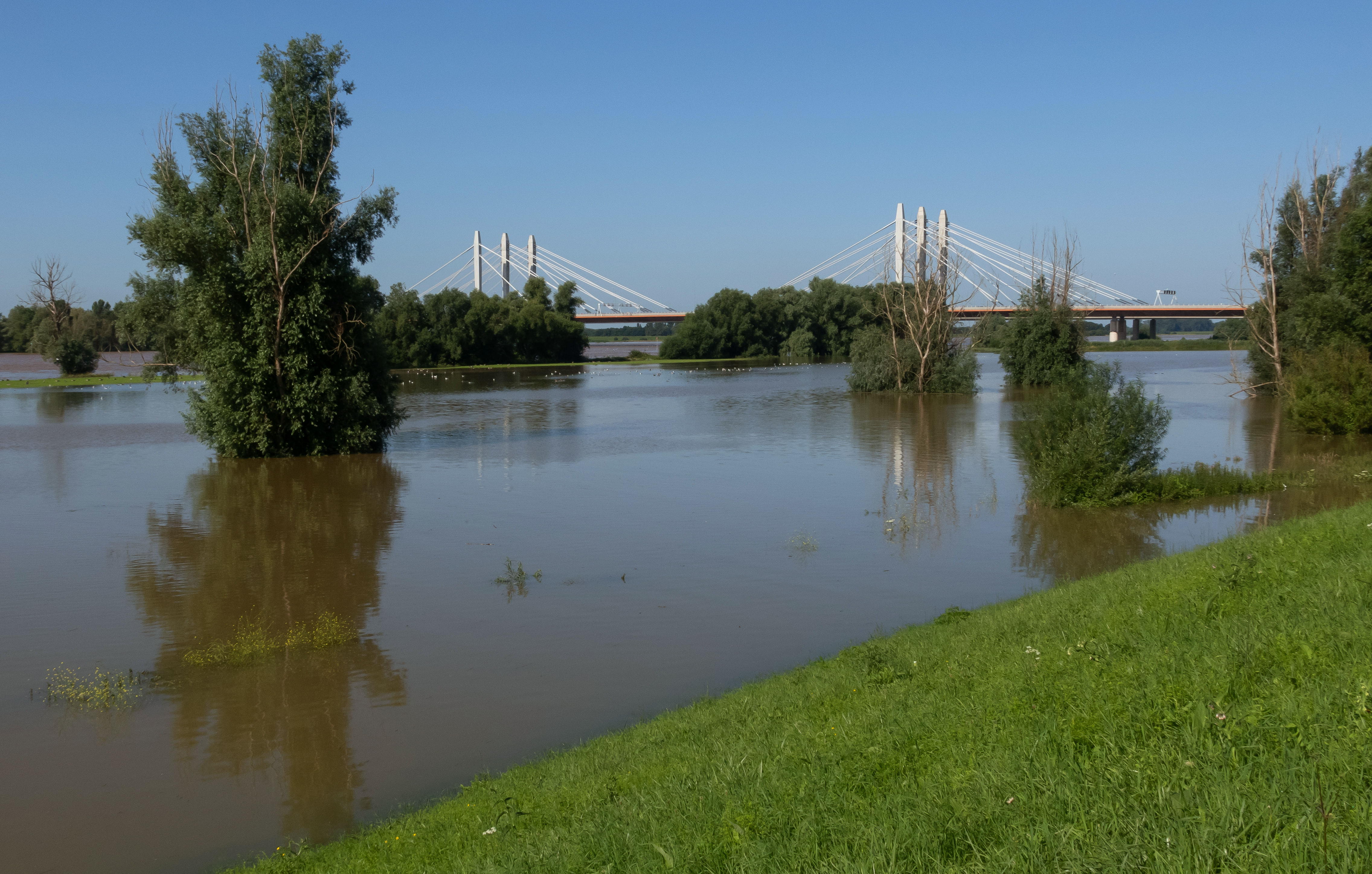
Blick auf die Tacitusbrug Sommer 2021